# Morindopsis
Morindopsis  es un género de plantas con flores perteneciente a la familia de las rubiáceas. Incluye una sola especie: Morindopsis capillaris (Kurz) Kurz (1874).
Es nativo del nordeste India a Indochina.